# تسونیماخی
تسونیماخی (به لاتین: Tsunimakhi) یک منطقهٔ مسکونی در روسیه است که در شهرستان آگولسکی واقع شده‌است.